# Garín
Garín es una ciudad argentina dentro del partido de Escobar, situado en el Gran Buenos Aires en la provincia de Buenos Aires.

## Geografía

### Población
Se encuentra dentro del Gran Buenos Aires, con una población de casi 100.000 habitantes. Esta cifra la sitúa como la ciudad más poblada del partido de Escobar.

### Medios de Comunicación
Periódico "El Garinense" www.elgarinense.com.ar
Letras de Garín.
FM Imagen 107.7 mhz
FM Garín 106.1 mhz

## Toponimia
El origen del nombre de la Ciudad de Garín es anecdótico, ya que la familia Garín tenía su rancho lindero al arroyo y los que pescaban y se bañaban en él decían que lo hacían en el arroyo de Garín. Los organismos oficiales de la Provincia de Buenos Aires al realizar los trabajos de catastro por primera vez, lo denominaron con el mismo nombre que naturalmente había tomado. Y el hecho de que las tierras donde se construyó la estación del ferrocarril pertenecieran a la misma familia, hizo que se le pusiera el nombre de Garín.
El apellido Garín es originario del norte de España, y es más habitual en las provincias de Guipúzcoa, Navarra y Zaragoza

## Historia
En el Escudo se destacan en su parte superior de su interior, los colores de la Patria, que lejos de confundirse con el cielo, están enarbolados en lo alto en señal de Soberanía, no solo del territorio de la nación argentina, sino como punto de referencia del límite territorial y la Soberanía Espacial.
En el año 1892 fue construido el tramo del ferrocarril comprendido entre Victoria y Vagues, y con él la Estación Garín. La línea fue inaugurada personalmente por el General Bartolomé Mitre, siendo la primera avanzada del progreso de la época.
La inauguración de la Capilla Santa Teresa, Patrona de Garín, se realizó el 15 de octubre de 1911.
El Acceso Norte cubre el viejo Camino Real y después empalma con la Ruta 9; cinco puentes fijan el ingreso a Garín por medio del referido Acceso. 
A esta moderna vía de comunicación se le debe sumar el otro lado de la Panamericana, la Ruta Internacional con siete puentes todos con desplazamientos directos al territorio de Garín. Prácticamente dentro de sus límites la Ruta 26, y el afirmado interno, que tomando por la ex Avenida Márquez, hoy Fructuosos Díaz, nos lleva al puente de la Panamericana en la zona de Tortugas Country Club. La distancia entre sí de todos estos medios de comunicación es de muy pocos kilómetros, por lo que el progreso alcanzó todo lo largo y lo ancho del territorio de Garín. Asimismo, distintos planes de pavimentación cubrieron la zona urbana de la Ciudad y el acceso a "Garín Oeste"
El 30 de julio de 1970 la por entonces joven organización guerrillera izquierdista Fuerzas Armadas Revolucionarias (FAR) ocupó o copó la localidad por espacio de algunas horas, tomando la estación de policía local, la central telefónica de la compañía estatal ENTel y asaltando un banco (en este último hecho resultó muerto un policía).

## Lugares para visitar
- Plaza Central.
- Plaza de la estación de Garín, "Dominguita"
- Polideportivo Islas Malvinas
- Iglesia Santa Teresa
- Club Casi
- Plazoleta Crucero A.R.A. Gral Belgrano con su monumento que representa a los Héroes muertos en el hundimiento del mismo, el 2 de mayo de 1982
- Asociación Fomento Unión Garín
- Anfiteatro del "Rock Nacional"
- Biblioteca Juan Bautista Alberdi. creada el 9 de julio de 1929
- Microestadio Ciudad de Garín.
- Polideportivo Jorge Lemos
- El galpón de las ciencias
- Asociación Italiana
- Plaza "Vuelta de Obligado"
- Depósito de Garín

## Barrios
- Barrio El Triángulo.
- Barrio Cri Cri.
- Barrio Cabildo.
- Barrio Bedoya.
- Barrio Amad.
- Barrio Los Tulipanes.
- Barrio Los Pinos.
- Barrio San Jacinto.
- Barrio San Javier.
- Barrio San Benito.
- Barrio Los Olmos.
- Barrio Nuevo.
- Barrio Cabot.
- Barrio Villa Angélica.
- Barrio La Matilde.
- Barrio Baldi.
- Barrio La Madrugada.
- Barrio La Loma.
- Barrio La Esperanza.
- Barrio Garín Oeste.
- Barrio Cuyo 1.
- Barrio Cuyo 2.
- Barrio Cuyo 3.
- Barrio 24 de febrero.
- Nueva Argentina.
- Barrio Parque Norte.
- Barrio Pulido.
- Barrio La Antena.
- Barrio Presidente Perón.

## Límites de la Ciudad de Garín
Garín limita al norte con las localidades de Ingeniero Maschwitz, al noroeste con Maquinista Savio, al este con el partido de Tigre, al oeste con el partido de Pilar y al sur con el partido de Malvinas Argentinas. La ciudad está conformada por los siguientes límites: Arroyo Garín, Av Patricias Argentinas, Av Constituyentes, Ruta 9.

## Galería

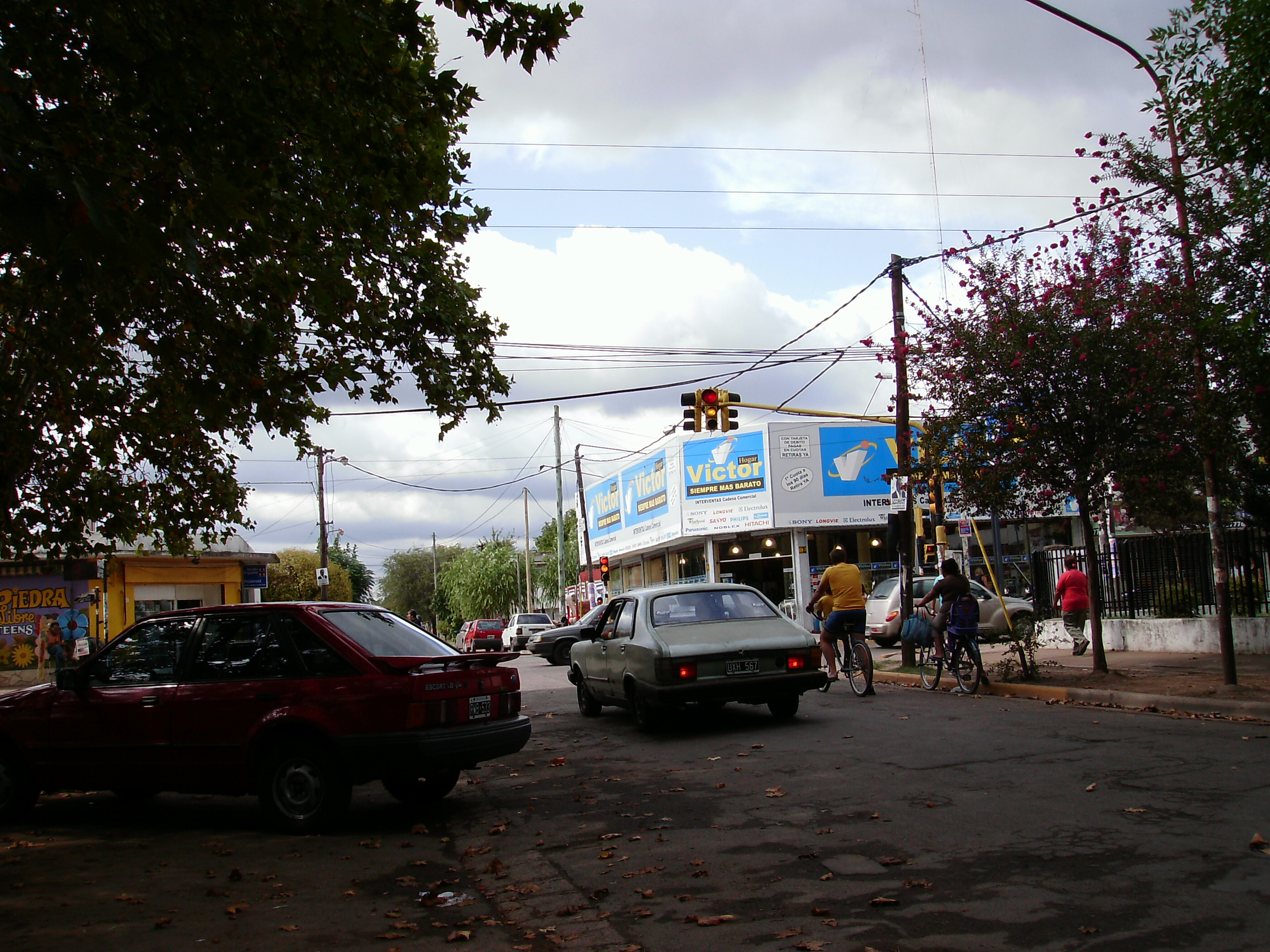
Calles céntricas
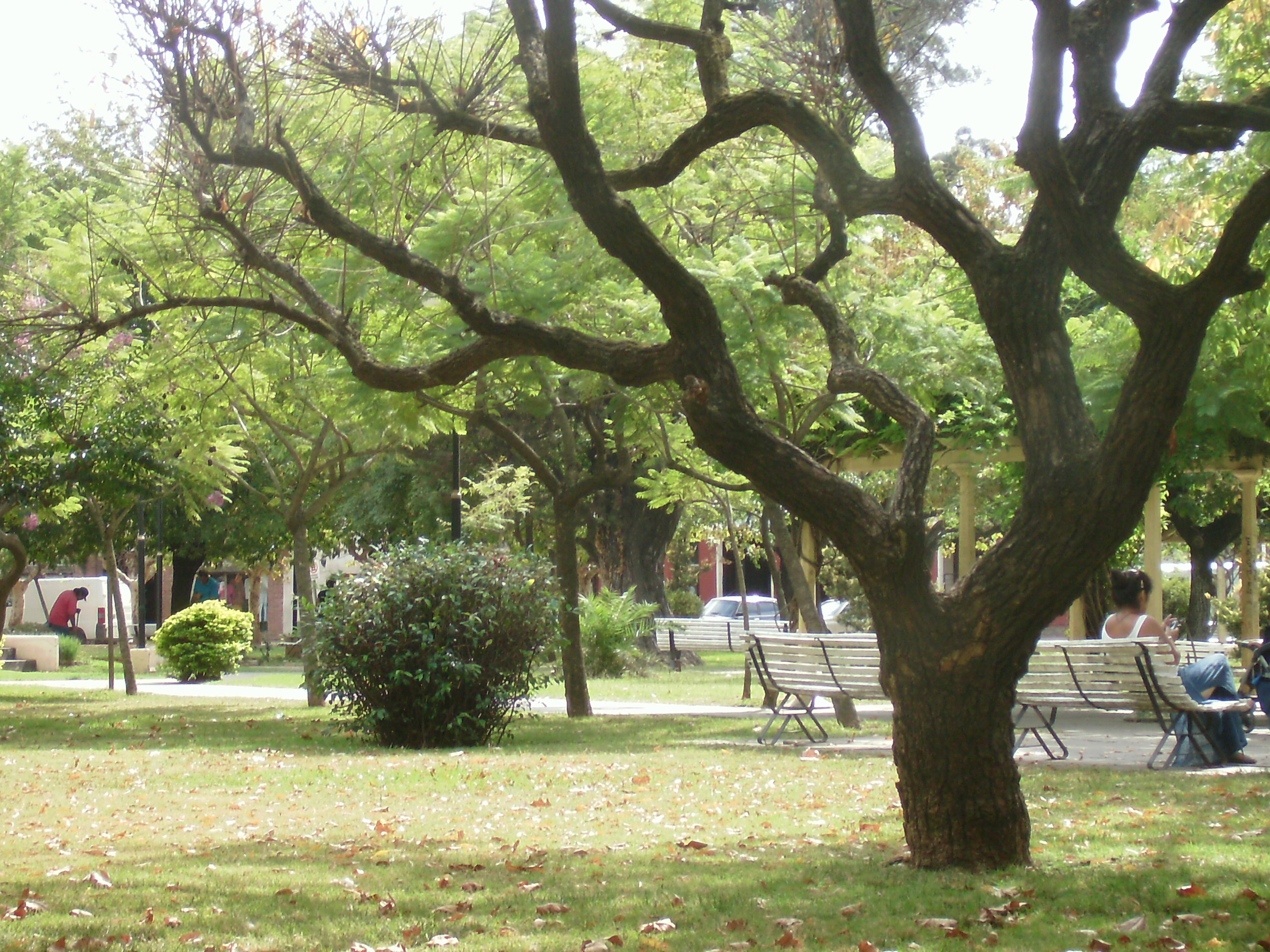
Plaza central
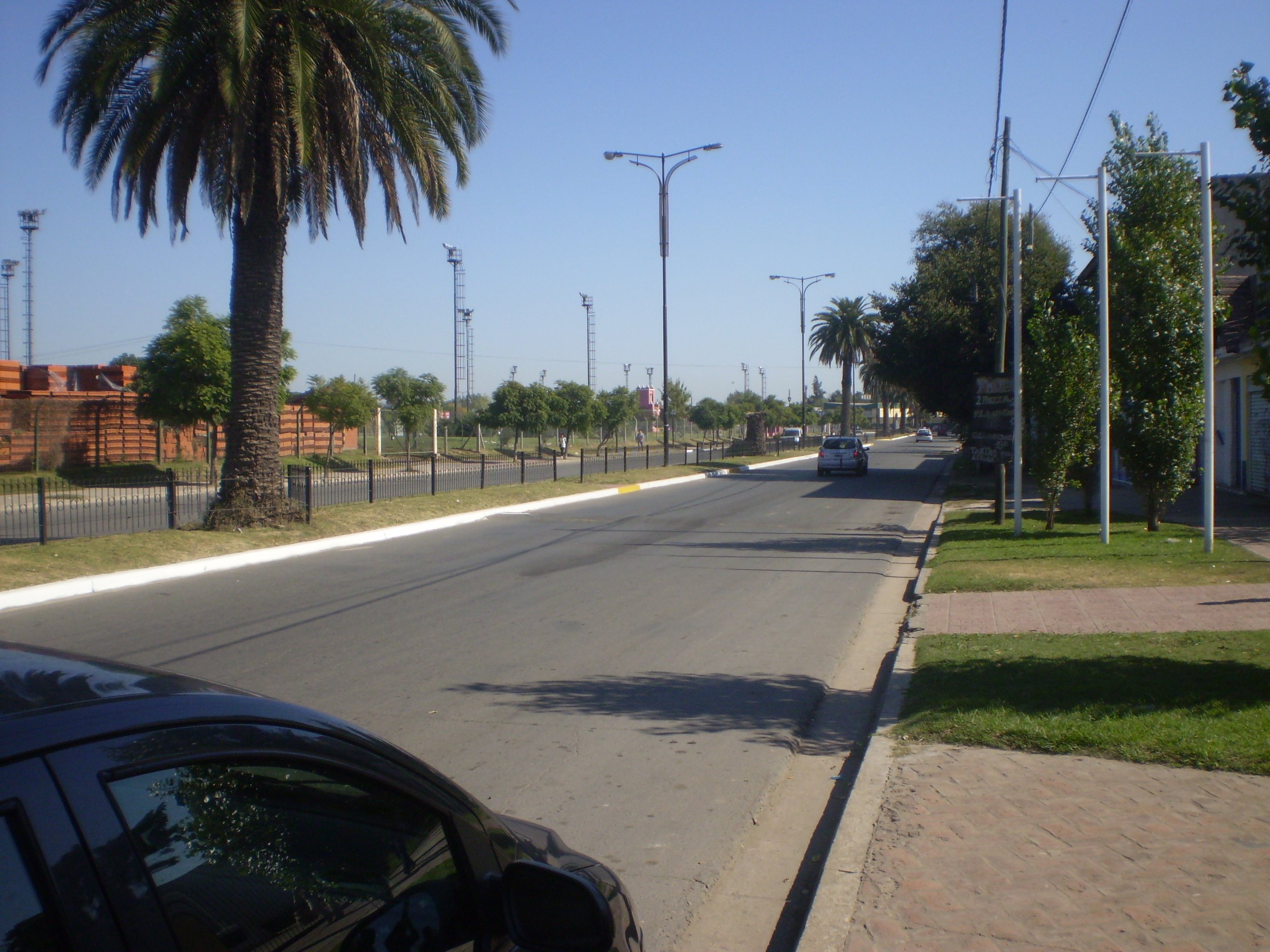
Avenida principal

## Parroquias de la Iglesia católica en Garín
| Diócesis   | Zárate-Campana                              |
| ---------- | ------------------------------------------- |
| Parroquias | Jesús Misericordioso, Santa Teresa de Jesús |